# 馮臺異
馮臺異（1866年—1908年），字树侯，河南省唐河城南二十五里小李庄人。
清光绪二十四年（1898年）戊戌科殿試位居三甲榜尾，賜同进士出身，至湖广总督张之洞幕下帮办洋务，曾任武昌方言学堂会计庶务委员，后任湖北崇阳县知县。光緒三十四年（1908年），病逝於任所。
子馮友蘭為現代著名歷史學家。子馮景蘭为著名地質學家，女冯沅君为作家。